# Konsumgenossenschaft Wien und Umgebung
Die 1920 geschaffene Konsumgenossenschaft Wien und Umgebung (KGW) war über Jahrzehnte die größte und mächtigste Konsumgenossenschaft Österreichs.

## Geschichte
Vorläufer der KGW war die 1864 errichtete Genossenschaft Erster Niederösterreichischer Arbeiter-Konsumverein. Dieser entwickelte sich über Jahrzehnte in gedeihlichem und solidem Aufbau, geriet aber im ersten Jahrzehnt des 20. Jahrhunderts in einen zum Teil aggressiv geführtem Konkurrenzkampf mit dem stärker parteipolitisch orientierten Konsumverein Vorwärts. Nach dem Ersten Weltkrieg gelang es, diese Konkurrenzphase zu überwinden. Am 1. November 1920 änderte der Erste Niederösterreichische Arbeiter-Konsumverein seinen Namen in Konsumgenossenschaft Wien und Umgebung (KGW) und übernahm die Konsumvereine Fünfhaus, Donaustadt und Vorwärts. Die Zentrale der fusionierten Genossenschaft verblieb in der Wolfganggasse in Wien-Meidling. Die Wiener KGW war mit über 100.000 Mitgliedern damals die größte (Arbeiter-)Konsumgenossenschaft der Welt.
In der Folge gelang es der KGW, auch die schwierige Zwischenkriegszeit wirtschaftlich erfolgreich zu meistern, nicht zuletzt durch privilegierte Kontakte mit der bis 1934 politisch nahestehenden Gemeindeverwaltung. Die Fusion mit der 1862 gegründeten bürgerlichen Konsumgenossenschaft Erster Wiener Consum-Verein erfolgte 1939 im Zuge der Gleichschaltung durch die Nationalsozialisten.
Auch nach 1945 wurde die KGW unter ihrem leitenden Direktor Otto Sagmeister wieder eine bestimmende Kraft im österreichischen Konsumgenossenschaftswesen. Persönliche Rivalitäten zwischen Sagmeister und Andreas Korp, dem Generaldirektor der Großeinkaufsgesellschaft GöC, sowie sachliche Gründe (etwa die der GöC praktisch äquivalente Einkaufsmacht der KGW) führten allerdings zu einem jahrzehntelang gespannten Verhältnis zwischen KGW und GöC. Bei der Großfusion zum Konsum Österreich 1978 war die KGW materiell, wenn auch nicht formell die bestimmende Kraft (sie erzielte damals etwa 40 Prozent aller konsumgenossenschaftlichen Detailumsätze in Österreich), ihr Generaldirektor Manfred Kadits wurde erster Generaldirektor des Konsum Österreich.